# Giấy điện tử

Một điểm ảnh của giấy điện tử, nằm giữa 2 điện cực trong suốt. Màu sắc của điểm ảnh thay đổi qua 2 trạng thái theo điện thế áp lên 2 cực.

Giấy điện tử, là một công nghệ cho phép thay đổi hình ảnh hiển thị hấp thụ trên "giấy". Tờ "giấy" này có thể làm bởi công nghệ điện tử hữu cơ sử dụng chất dẻo dẫn điện bên trong có chứa các hòn bi tích điện bé xíu có thể quay, hoặc chuyển động dưới điện trường tạo ra bởi các điện cực trên giấy, làm thay đổi hiển thị trên giấy như các điểm ảnh trên màn hình máy tính.
Giấy điện tử không phát sáng, mà chỉ hấp thụ và phản xạ ánh sáng tự nhiên, giống như hiển thị trên sách báo, do vậy có thể làm người đọc cảm thấy dễ chịu hơn so với nhìn màn hình máy tính. Làm bằng chất dẻo, giấy này có thể uốn được, nhẹ và có thể rẻ hơn màn hình thông thường. Ngoài ra, các điểm ảnh trên giấy có thể giữ nguyên trạng thái mà không cần nguồn năng lượng, khiến giấy này tiết kiệm năng lượng, và không nhấp nháy tần số cao có thể có hại cho mắt người.
Một số nhược điểm hiện tại của giấy này là tốc độ đổi màu chậm và độ tương phản thấp. Tuy nhiên những nhược điểm này có thể sẽ được tháo gỡ.

## Lịch sử
Giấy điện tử được phát triển lần đầu vào những năm 1970 bởi Nick Sheridon tại Trung tâm nghiên cứu Palo Alto của Xerox. Tờ giấy điện tử đầu tiên, Gyricon, chứa các hòn bi tích điện bé xíu một mặt trắng và mặt kia đen. Các "chữ" hiện ra nhờ thay đổi điện trường, làm quay các hòn bi theo ý muốn.
Những năm 1990 một loại giấy điện tử khác được phát minh bởi Joseph Jacobson. Giấy này dùng các ống nhỏ chứa các hòn bi trắng nằm trong dầu có màu. Các mạch điện trên giấy điều khiển sự lên xuống của các hòn bi, thay đổi màu sắc của các ống. Joseph Jacobson gây dựng nên công ty E Ink năm 1997 để sản xuất giấy điện tử thương mại. Năm 1999, sản phẩm đầu tiên ra đời là một bảng hiển thị trong siêu thị. E Ink tiếp tục phát triển các phiên bản dùng bi đen và trắng trong dầu trong suốt.
Ngày nay có nhiều kỹ thuật khác nhau được phát triển bởi nhiều công ty trong lĩnh vực.
Ví dụ như thay đổi công nghệ LCD, hiển thị điện màu, và công nghệ tương tự Etch-A-Sketch của Đại học Kyushu. Các công ty trong ngành hiện nay là Gyricon (con đẻ của Xerox), Philips Electronics, Kent Displays, Nterra,...
Tháng 4, 2004, Sony cho ra mắt màn hiển thị giấy điện tử thương mại đầu tiên, LIBRIé.